# Roudouallec
Roudouallec [ʁudualɛk] est une commune française située dans le département du Morbihan, en région Bretagne.

## Géographie

### Localisation
Roudouallec est une commune du Centre Bretagne appartenant à la Cornouaille morbihannaise. De position très excentrée, elle se situe aux confins des départements du Morbihan et du Finistère. Son bourg est distant, à vol d'oiseau, de seulement 32,5 km de Quimper, la préfecture la plus proche, contre 88,4 km pour Vannes, sa préfecture de rattachement.
| - Carte de la commune de Roudouallec et de ses principaux lieux-dits. |

| Saint-Goazec | Spézet      | Gourin |
| Leuhan       | Roudouallec | Gourin |
| Scaër        | Guiscriff   | Gourin |

### Relief et hydrographie
La commune est dominée au nord par la chaîne des Montagnes Noires (elle est située sur son versant sud) qui atteint 233 mètres d'altitude à l'est de Coat Quilvern ainsi qu'au nord de Le Queidel, la ligne de crête servant de limite communale avec Spézet au nord-est et Saint-Goazec au nord-ouest ; le bourg, très excentré à l'ouest du territoire communal, est vers 170 mètres d'altitude. La rivière Isole a sa source dans la partie sud de la commune et sert de limite communale au sud-ouest avec Leuhan (l'altitude la plus basse, 156 mètres, se trouve à l'endroit où l'Isole quitte la commune, juste au nord de Pont Commana) ; son affluent de rive droite, le Stêr an Dreuzenn, sert un temps de limite communale avec Saint-Goazec et passe juste à l'ouest du bourg. À l'est, le ruisseau du Moulin du Pré, affluent de rive droite de l'Inam, sert de limite communale avec Gourin ; le ruisseau du Moulin du Pré reçoit lui-même quelques petits affluents, principalement le ruisseau du Minez Roudou, qui drainent la partie sud-est de la commune.
| - Carte topographique de la commune de Roudouallec. |

### Paysage
La commune présente un paysage de bocage avec un habitat dispersé en de nombreux écarts formés de hameaux et de fermes isolées.

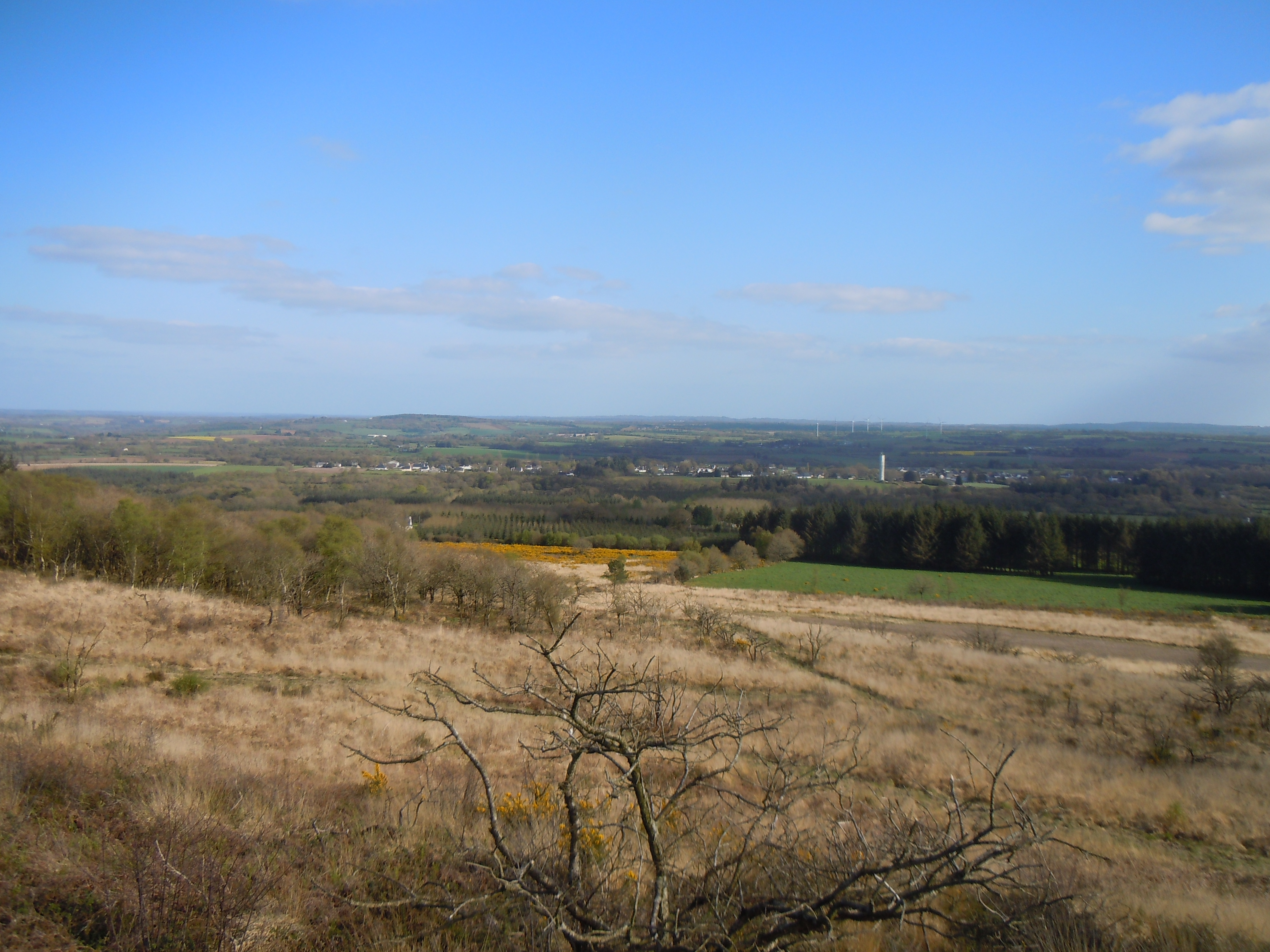
Panorama depuis les hauteurs des Montagnes Noires sur le bourg de Roudouallec et la campagne environnante.

### Voies de communication et transports
Le bourg est situé sur une ancienne voie de communication (actuelle D 1 pour sa partie morbihannaise et D 15 pour sa partie finistérienne) qui relie Quimper à Gourin, et au-delà à Rostrenen et Saint-Brieuc.

### Géologie
Le sous-sol est constitué pour l'essentiel de roches sédimentaires d'âge briovérien, notamment des sables avec galets de quartz roulés, parfois agglomérés en poudingues très durs sur le flanc sud des Montagnes Noires. De la tourbe, formée au quaternaire, a été exploitée à l'ouest de Keraleform.

### Hydrographie
Pour un article plus général, voir Réseau hydrographique du Morbihan.
La commune est située dans le bassin Loire-Bretagne. Elle est drainée par l'Isole, le Goarem Clujiry, le Moulin Pré, le Boscadouen, le Minez Roudou, le Ster en Dreucheu, le Ster Pouldut et divers autres petits cours d'eau,.
L'Isole, d'une longueur de 48 km, prend sa source dans la commune  et se jette  dans l'Ellé à Quimperlé, après avoir traversé huit communes. 

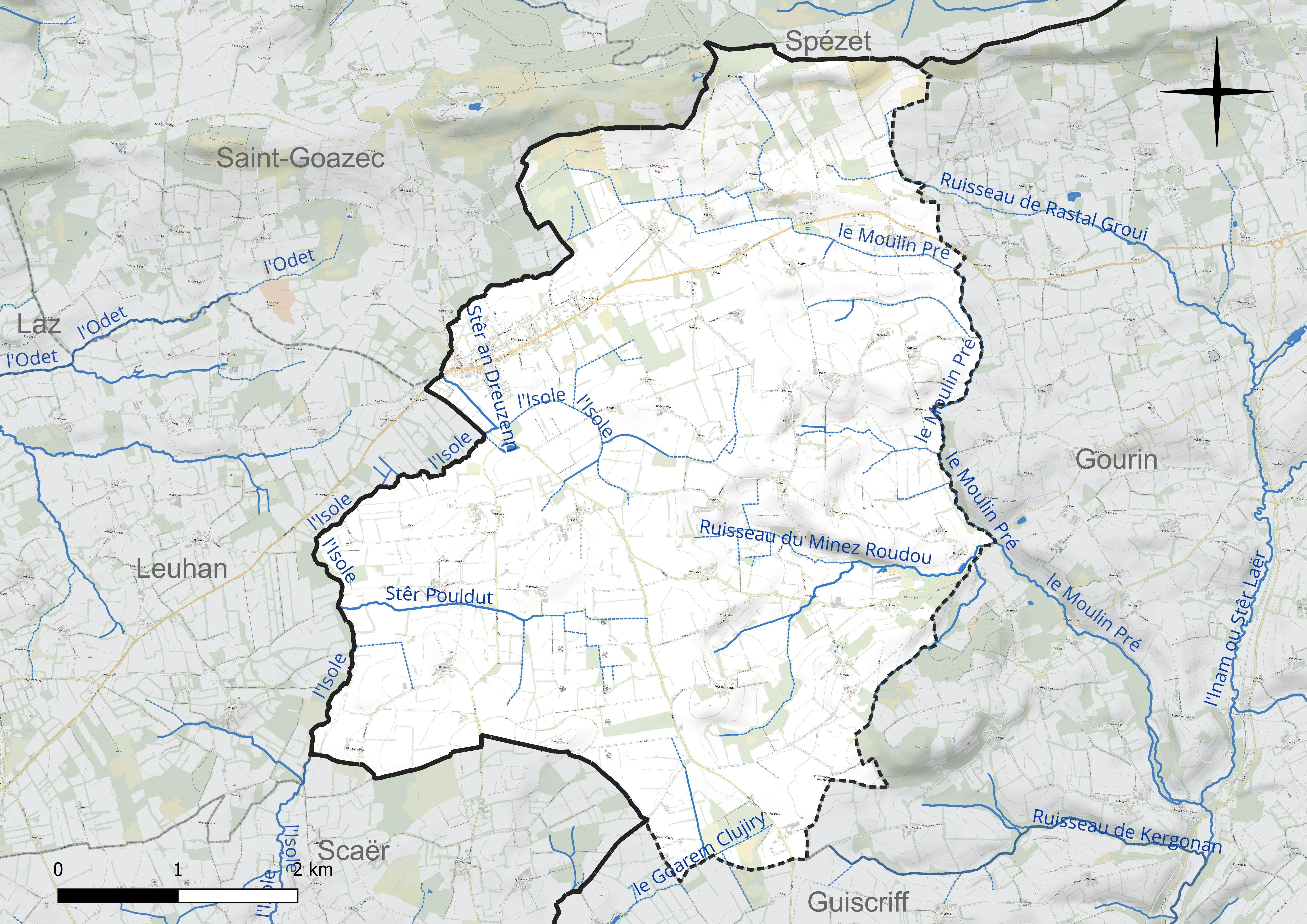
Réseau hydrographique de Roudouallec.

### Climat
Pour des articles plus généraux, voir Climat de la Bretagne et Climat du Morbihan.
En 2010, le climat de la commune est de type climat océanique franc, selon une étude du CNRS s'appuyant sur une série de données couvrant la période 1971-2000. En 2020, Météo-France publie une typologie des climats de la France métropolitaine dans laquelle la commune est exposée à un climat océanique et est dans une zone de transition entre les régions climatiques « Finistère nord  » et « Bretagne orientale et méridionale, Pays nantais, Vendée ». Parallèlement l'observatoire de l'environnement en Bretagne publie en 2020 un zonage climatique de la région Bretagne, s'appuyant sur des données de Météo-France de 2009. La commune est, selon ce zonage, dans la zone « Monts d'Arrée », avec des hivers froids, peu de chaleurs et de fortes pluies.  
Pour la période 1971-2000, la température annuelle moyenne est de 11 °C, avec une amplitude thermique annuelle de 11,6 °C. Le cumul annuel moyen de précipitations est de 1 246 mm, avec 15,8 jours de précipitations en janvier et 9,2 jours en juillet. Pour la période 1991-2020, la température moyenne annuelle observée sur la station météorologique la plus proche, située sur la commune de Guiscriff à 10 km à vol d'oiseau, est de 11,6 °C et le cumul annuel moyen de précipitations est de 1 365,6 mm,. Pour l'avenir, les paramètres climatiques de la commune estimés pour 2050 selon différents scénarios d’émission de gaz à effet de serre sont consultables sur un site dédié publié par Météo-France en novembre 2022.

## Toponymie
Roudouallec est la forme francisée du breton Roudoualleg.
Roudouallec est attestée  sous les formes  Rodoed Gallec en 1160, An Rodoed Gallec elecmosina en 1163, Roudouez-Gallec en 1521.
Roudouallec associe en effet les termes bretons roudou et gallec qui signifient respectivement « gué » et français. La traduction littérale est donc : « le gué du français ». On peut cependant envisager une autre explication : Hallec  en langue bretonne ancienne signifiant « les saules » (orthographe moderne : haleg), nous aurions donc Roudouz Hallec  ou « le Gué des Saules », nom d'ailleurs repris par l'école élémentaire publique de la commune.

## Urbanisme

### Typologie
Au 1er janvier 2024, Roudouallec est catégorisée commune rurale à habitat dispersé, selon la nouvelle grille communale de densité à sept niveaux définie par l'Insee en 2022.
Elle est située hors unité urbaine. Par ailleurs la commune fait partie de l'aire d'attraction de Gourin, dont elle est une commune de la couronne,. Cette aire, qui regroupe 3 communes, est catégorisée dans les aires de moins de 50 000 habitants,.

### Occupation des sols

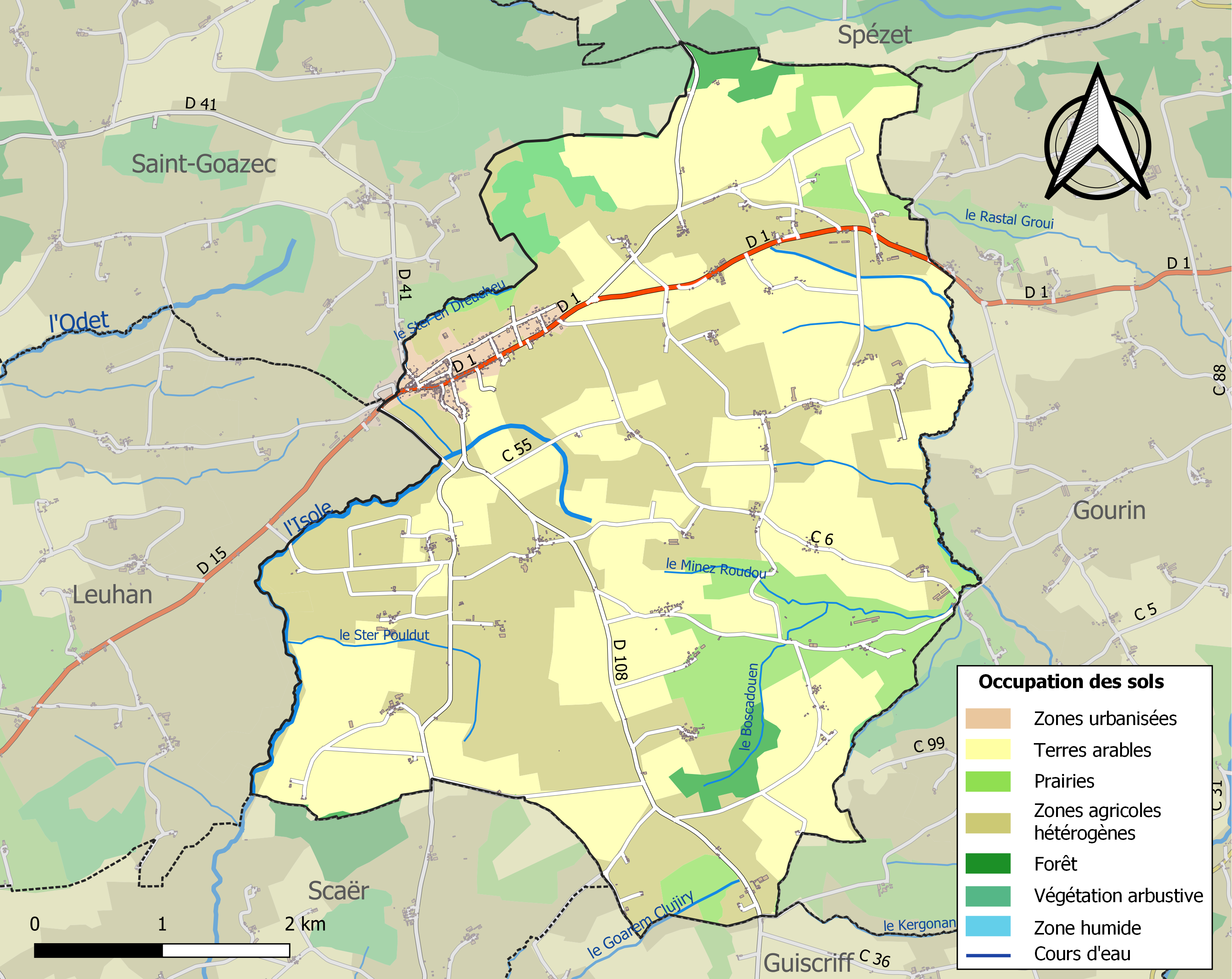
Carte des infrastructures et de l'occupation des sols de la commune en 2018 (CLC).

Le tableau ci-dessous présente l'occupation des sols détaillée de la commune en 2018, telle qu'elle ressort de la base de données européenne d’occupation biophysique des sols Corine Land Cover (CLC).
| Type d’occupation                                                                   | Pourcentage | Superficie (en hectares) |
| ----------------------------------------------------------------------------------- | ----------- | ------------------------ |
| Tissu urbain discontinu                                                             | 1,8 %       | 45                       |
| Terres arables hors périmètres d'irrigation                                         | 44,5 %      | 1108                     |
| Prairies et autres surfaces toujours en herbe                                       | 9,6 %       | 239                      |
| Systèmes culturaux et parcellaires complexes                                        | 40,1 %      | 998                      |
| Surfaces essentiellement agricoles interrompues par des espaces naturels importants | 0,4 %       | 11                       |
| Forêts de feuillus                                                                  | 1,9 %       | 48                       |
| Landes et broussailles                                                              | 1,5 %       | 37                       |
| Forêt et végétation arbustive en mutation                                           | 0,1 %       | 2,5                      |
| Source : Corine Land Cover                                                          |             |                          |

### Morphologie urbaine
L'habitat est dispersé. Outre le bourg, qui constitue l'agglomération principale, on compte 55 villages ou écarts constitués le plus souvent de deux ou trois maisons. Leur nombre a évolué avec le temps. On dénombrait 37 villages ou écarts en 1795, lors du recensement de l'an III.

## Histoire

### Préhistoire

#### Néolithique

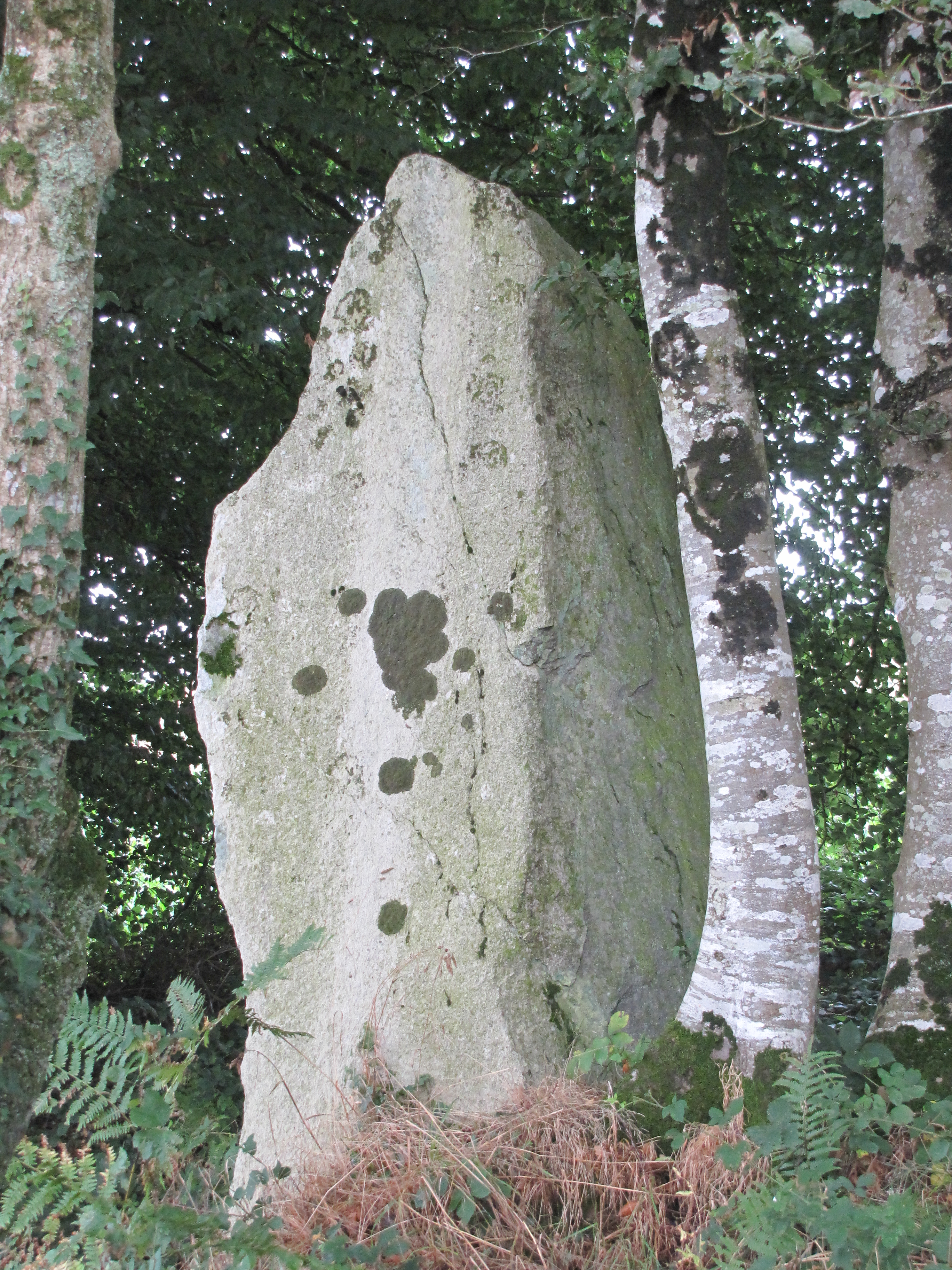
Le menhir debout de Guernangoué.

Plusieurs monuments mégalithiques datant du Néolithique ont été recensés sur le territoire de la commune.
- Le menhir de Guernangoué[28], haut de 4,25 mètres, en schiste, faisait partie d'un alignement détruit en 1967 lors des opérations de remembrement.; deux autres menhirs sont désormais couchés, l'un présentant des gravures, l'autre des cupules. Ils dateraient du néolithique final[29] et sont ce qui reste d'un alignement mégalithique beaucoup plus important signalé comme encore existant en 1913[30].
- Le menhir du Petit Moustoir, dit Men-berr et formant alignement avec le menhir de Kerbiguet-lann en Gourin, dit Men-hir.

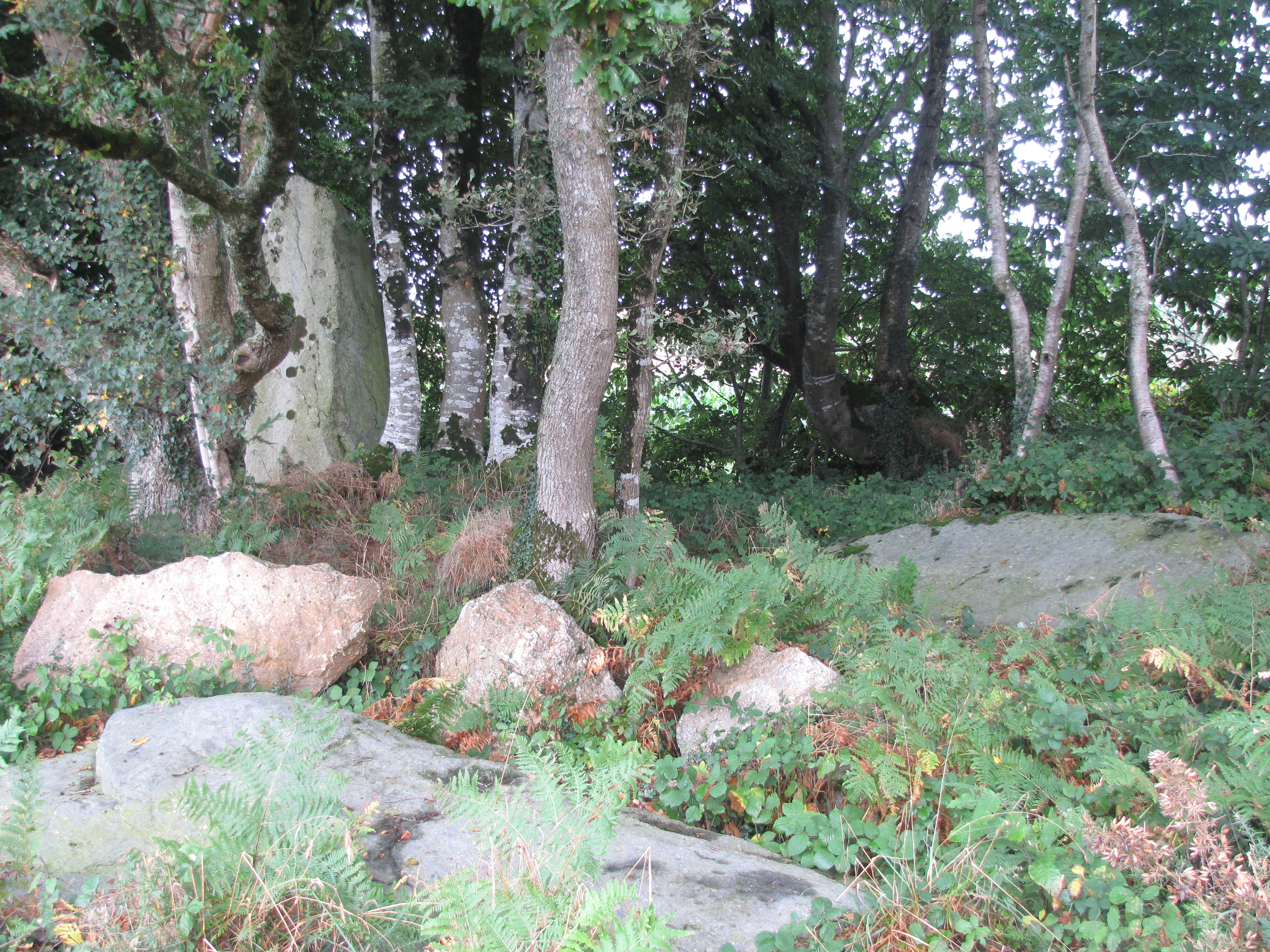
Les menhirs de Guernangoué

#### Âge du bronze
- Un dépôt d'objets en or comprenant au moins quatre bracelets à tige cylindrique et des bagues et des boucles d'oreille et daté du bronze final, a été découvert au village de Kervazoën au début du siècle dernier.
- Un important dépôt de haches à douille en bronze, 170 au total, datant aussi du bronze final (700-600 ans avant notre ère), enfoui dans le sol, a été découvert en 1896 à Kerhon. Elles étaient accompagnées d'un lingot en cuivre de 5 kg et étaient contenues dans un vase en terre cuite. Ces haches, particulièrement abondantes en Armorique, servaient alors de pré-monnaie. Leur forte teneur en plomb les rendaient en effet inutilisables pour d'autres usages. D'autres dépôts similaires existent dans les environs comme à Keranval au Faouët et Cospérec Bras en Langonnet.

### Antiquité
La voie romaine allant de Vorgium (Carhaix) à Civitas Aquilonia (Quimper) passait par Roudouallec et Coray.

### Moyen Âge

#### Les Hospitaliers
Le bourg de Roudouallec ainsi qu'une douzaine de villages appartenaient aux Hospitaliers de l'ordre de Saint-Jean de Jérusalem. L'église tréviale était dédiée à saint Jean-Baptiste, leur patron. L'autre grand fief était la seigneurie de Kerguz, qui couvrait au XVIe siècle 28 villages à Roudouallec et à l'ouest de Gourin.

#### Ancien régime
Roudouallec était sous l'Ancien régime une des deux trèves de Gourin avec Le Saint. Elle relevait de la barre ducale de Gourin puis de la sénéchaussée de Gourin.
Selon un aveu de 1666, la famille
Guégant, seigneur de Kerbiquet, avait le droit, octroyé par lettres patentes de Charles IX en 1563, d'organiser deux foires annuelles, en juillet et septembre, à Roudouallec.
Julien Maunoir prêcha une mission à Roudouallec en 1667.
Des habitants de Roudouallec participèrent à la Révolte des Bonnets Rouges : le 29 juin 1675 « à l'issue de la grand-messe, des paysans de Gourin, Leuhan, Roudouallec, plus de 200 personnes, conduites par Guillaume Morvan, cassèrent à coups de pierre les portes et fenêtres de François Jan, sergent de la juridiction de Carhaix, et le frappèrent "disant qu'il avait la gabelle" » ; le lendemain ils se rendirent au manoir de Kerbiquet et firent signer au sieur de Kerbiquet et à celui de Kerstang "toutes les déclarations qu'ils voulurent". Ils participèrent aussi au siège et au pillage du château de Kergoat (Kergoët) en Saint-Hernin le 10 juillet 1675 (Pierre Calvé, du village de Kervégant en Roudouallec, est cité parmi les meneurs).

### Révolution française
Le 27 prairial an III (15 juin 1795), une expédition de chouans dirigée par Georges Cadoudal et Jean-Baptiste-Paul-Marie de Lantivy-Kervéno, forte d'environ 600 hommes, venant de Locoal-Mendon dans la région de Guémené, traverse les Montagnes Noires et passe la nuit à Roudouallec avant de se diriger vers Edern, leur objectif étant la poudrerie de Pont-de-Buis qu'ils attaquèrent afin de voler des munitions.

### LeXIXesiècle

#### Roudouallec décrit en 1845
A. Marteville et P. Varin, continuateurs d'Ogée, décrivent ainsi Roudouallec en 1845 :

« Roudouallec ; commune formée d'une ancienne trève de Gourin ; aujourd'hui succursale. (...) Principaux villages : Kerlaoën, le Stang, Kerzellec, Kerauffret, Kersalude, Keréon, Penanhoas, Donfas, Keransquer, Codefa, Guernandoué, le Queidel, le Trépas, Kerdonen, Trémunut, Kerbiguedic, Breneben, Boscadaouen, le Moustoi (et chapelle de ce nom), Kerhuon. Superficie totale : 2 481 hectares, dont (...) terres labourables 941 ha, prés et pâturages 247 ha, bois 17 ha, vergers et jardins 43 ha, landes et incultes 1 170 ha (...). Moulin à eau : 1 (de Keransquer). (...) Il y a foire dans cette localité le 1er mars, le 26 avril, le 14 mai, les 16 et 29 juin, le deuxième jeudi de juillet, le 14 août (assemblée le 15), le 9 septembre et le 17 octobre. Géologie : grès à la limite nord de la commune ; au sud schistes modifiés ; poudingue quartzeux à la Barchlène. On parle le breton. »

La portion de la route royale no 169 (actuelles routes départementales no 1 du Morbihan et no 3 des Côtes-d'Armor) allant de Tréogan via Conveau et Gourin  à la limite départementale du Finistère en passant par Roudouallec, fut le dernier tronçon de l'axe routier allant de Quimper à Saint-Brieuc à être aménagé à partir de 1846.

#### Roudouallec pendant la deuxième moitié duXIXesiècle
Seigle, avoine et blé noir étaient les cultures principales en 1855.
En 1869, 38 personnes de Roudouallec meurent victimes de la fièvre typhoïde, du croup ou de la rougeole. En 1894, une épidémie de dysenterie, attribuée à la mauvaise qualité des eaux d'alimentation, provoqua 6 décès sur 25 cas observés à Roudouallec.
Louis Duigou, soldat du 65e régiment de ligne, originaire de Roudouallec, fut fait prisonnier par les Allemands pendant la Guerre de 1870; blessé, il fut soigné à l'hôpital de réserve de Benrath.
Lors des élections législatives du 14 octobre 1877, l'abbé Hellegouach, vicaire à Roudouallec, « courut chaque maison de la commune, distribuant les bulletins de M. de Mun » et, le jour des élections, « était dès le matin sur la place publique, distribuant du tabac, des bulletins et conduisant les électeurs à la mairie. Le bedeau le secondait et agissait de même ». Albert de Mun fut réélu.
La construction d'une école des garçons (la commune ne possédait jusqu'alors qu'une école mixte) fut approuvée par une délibération du Conseil municipal de Roudouallec en date du 8 décembre 1881 ; le Conseil général du Morbihan accepta de voter une subvention. Cette école ouvrit en 1889.
Par une délibération du 2 février 1882, le conseil municipal de Roudouallec demande la création de trois nouvelles foires les 1er avril, du 5 mai et du 17 octobre (lesquelles avaient déjà été autorisées par un décret du 13 août 1810, mais étaient tombées en désuétude), ce qui porterait à 9 le nombre total des foires chaque année. Cette demande fut acceptée par le Conseil général du Morbihan.
Un instituteur de Roudouallec, Joblot, fit vers la fin du XIXe siècle de nombreuses conférences contre l'alcoolisme qui sévissait alors.

#### L'émigration vers l'Amérique

##### L'émigration vers l'Amérique entre 1881 et 1928
Un courant d'émigration vers l'Argentine et le Brésil à partir de Roudouallec et Le Faouët exista aux alentours de 1880. « Cette population misérable, désespérant même d'améliorer jamais sa condition tenta naguère d'aller ailleurs chercher fortune : il y a quelques années, les habitants de Roudouallec émigrèrent en assez grand nombre vers le Brésil ; mais la tentative ne réussit pas et la plupart des émigrants revinrent plus malheureux qu'ils n'étaient partis ».
Entre 1888 et 1890 près de 1 000 personnes originaires de la région d'Elliant, Scaër, Coray, Roudouallec et Le Faouët émigrèrent en Argentine pendant ces années.
L'histoire de Roudouallec a été marquée par l'émigration vers les États-Unis : Nicolas Le Grand, tailleur né à Roudouallec en 1852, Job Daouphars et Loeiz Bourhis furent les premiers à partir en 1881 vers ce pays.
Nicolas Le Grand revient quelques années plus tard en 1884, bien plus riche qu'il n'était parti, ce qui amorça cette « ruée vers l'or » :

« (...) En septembre 1884, je revins à Roudouallec. Bientôt marié, puis père de deux enfants, je vivais misérablement d'un salaire quotidien de 12 sous ! En 1881, résolu à tenter ma chance, je partis avec deux amis. Dans le Connecticut, je gagnais 20 francs par jour, salaire énorme comparé aux 12 sous que je gagnais en France (...). Lorsqu'à Roudouallec ma femme reçut son premier mandat d'Amérique (100 pièces de cent sous), il y eut bien des envieux. À l'époque, un premier domestique de ferme gagnait à peine 150 francs par an... Au bout de quatre ans, ayant gagné un bon pécule, je décidais de rentrer. Lorsque je revins au pays [en 1884], ce fut un événement. Tout le monde venait me voir et la maison ne désemplissait pas. On venait même de Gourin, de Guiscriff et de Leuhan pour entendre parler de l'Amérique. »

Job Daouphars revint également, mais repartit ensuite ; il acheta une ferme de 20 hectares dans le Connecticut. En 1900, quatre jeunes hommes de Roudouallec le rejoignent, dont Jean Le Dour, qui épousa Marie-Rose Daouphars. Leur fils aîné, Yann Le Dour, né aux États-Unis, fut par la suite instituteur dans la région de Gourin ; chanteur réputé, il se consacra à la collecte des chants traditionnels du pays vannetais ; il décéda en août 1990.
Jean-Pierre Corbel, de Roudouallec, émigre en 1890, accoste à Boston pour gagner Lenox. Ce courant d'émigration se poursuit jusqu'au début de la décennie 1930, une véritable communauté bretonne se créant dans cette région des Berkshires où les Bretons sont généralement employés dans les propriétés privées.
Un jugement du tribunal de première instance de Pontivy en date du 25 mars 1903 constate l'absence de Jean-François Le Ster « disparu depuis 14 ans, se rendant en Amérique ».

##### L'émigration vers l'Amérique du Nord après la Seconde Guerre mondiale
Après un quasi arrêt pendant la décennie 1930 (en raison de la crise économique de 1929) et la Seconde Guerre mondiale, l'émigration atteint son intensité maximale entre 1946 et 1965 : entre ces deux dates près d'un habitant de la commune sur trois (28,2 %, soit 342 émigrants pour une population de 1 215 habitants en 1954) émigra vers l'Amérique du Nord.
Petit à petit les départs se firent de plus en plus nombreux, la commune comptait même, à un certain moment, un bureau de l'agence Air France et un de la Compagnie générale transatlantique. Roudouallec a enregistré une bonne quinzaine, peut-être une vingtaine, de départs vers le Canada et 85 vers les États-Unis entre 1948 et 1953 (28 départs pour la seule année 1949) ; la commune fournit le quart des émigrés du département du Morbihan à destination des États-Unis. Entre 1946 et 1960 Roudouallec perd 10 % de sa population, passant de 1 378 habitants en 1946 à 1 200 en 1960.

### LeXXesiècle

#### LaBelle Époque
En mars 1905, une violente tempête frappa Roudouallec, déracinant de nombreux arbres, provoquant l'écroulement d'une maison dans le village de Trémunus et la foudre provoqua des dégâts au village de Rodeffa.

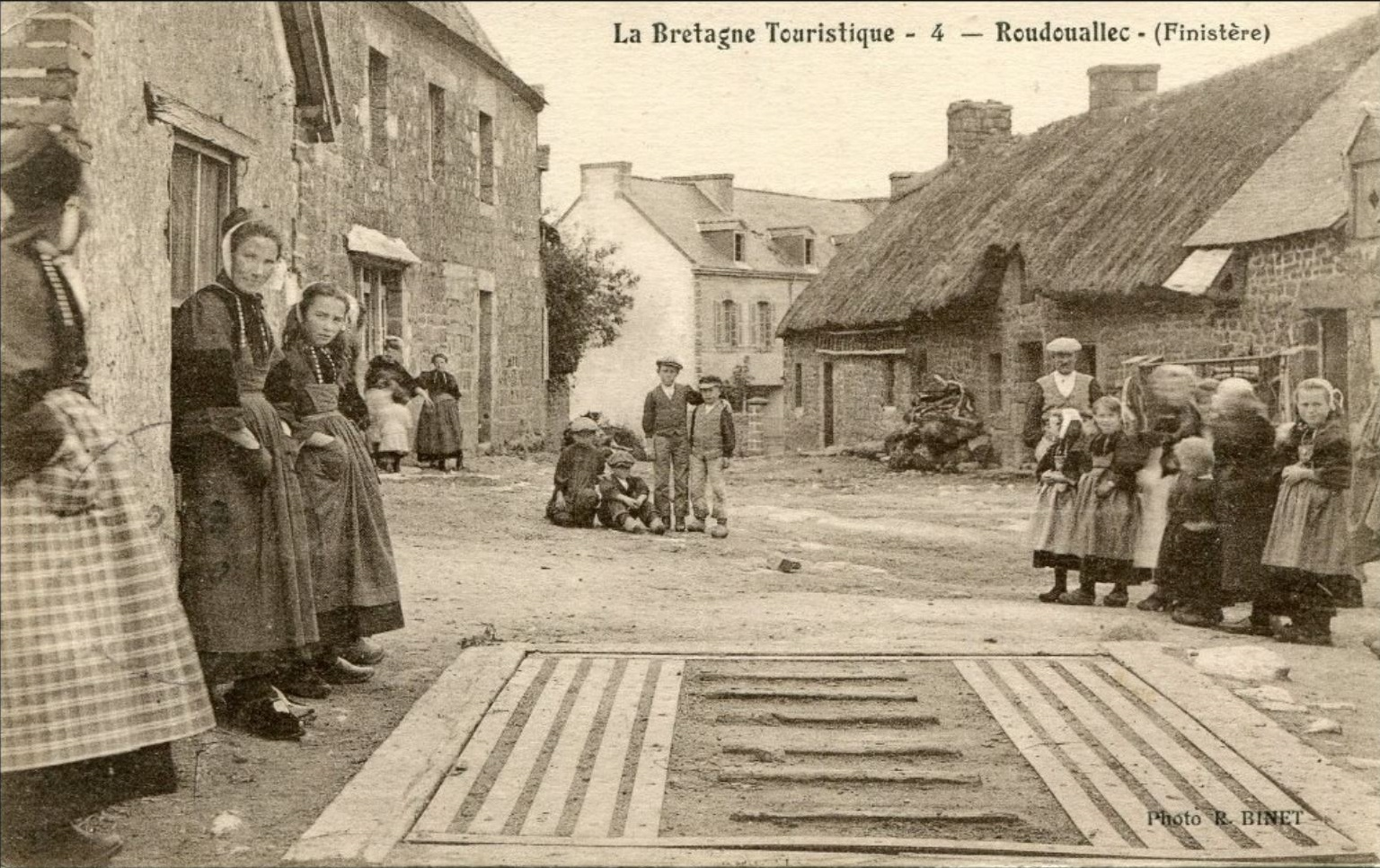
Le bourg vers 1900 avec quelques-uns de ses habitants en tenue vestimentaire de l'époque. (carte postale R. Binet).

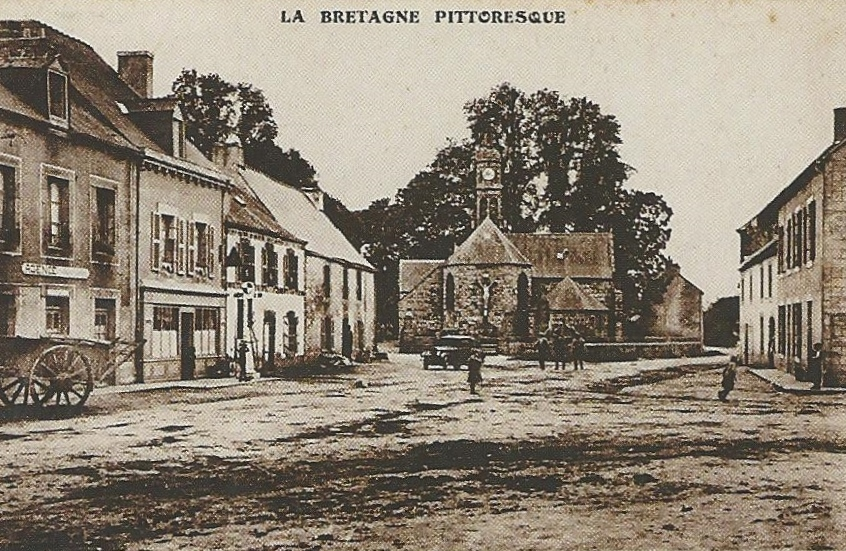
La place de l'église vers 1900 (carte postale Armand Waren)

Lors des élections législatives de 1906, le clergé local fit pression sur les électeurs, refusant l'absolution aux hommes et même aux femmes dont les maris ne voteraient pas bien, c'est-à-dire en faveur de Guy de Salvaing de Boissieu, lequel fut d'ailleurs réélu député.
L'inventaire de l'église de Roudouallec eût lieu le 6 mars 1906 ; l'ordre était assuré par trois escadrons de chasseurs venus de Pontivy. En 1911, les biens placés sous séquestre qui appartenaient à la fabrique de Roudouallec furent attribués à la commune de Roudouallec, sous réserve de les affecter à des secours de bienfaisance. La commune créa un bureau de bienfaisance l'année suivante.
En 1910 Victor-Eugène Ardouin-Dumazet décrit ainsi Roudouallec :

« Assis au bord d'un ruisseau formant limite entre le Morbihan et le Finistère, Roudouallec est un lieu de misérable aspect, comme la campagne qui l'entoure. Aussi comprend-on comment sa population s'est laissé séduire par le mirage de la fortune que promettaient les agents d'émigration. Beaucoup d'habitants ont cédé et sont partis pour l'Amérique du Sud où leur sort fut malheureux. »

Des travaux importants de restauration de l'église paroissiale furent décidés en 1912. Le journal L'Ouest-Éclair la décrit alors ainsi :

« Cette église, qui date du XVIe siècle, est l'ancienne chapelle d'une aumônerie des Chevaliers de Saint-Jean-de-Jérusalem, qui fut fondée vers 1160, et, un peu plus tard, [dépendit] de la commanderie de La Feuillée (...). Ce monument, accoté de contreforts surmontés de pinacles, a la forme d'une croix latine. Son chœur est polygonal. La nef a deux bas-côtés. Les six travées sont ogivales et les fenêtres ornées de meneaux flamboyants. La tour ne date que de 1772. L'église, qui dut être placée primitivement sous le vocable de saint Jean-Baptiste fut plus tard dédiée à Notre-Dame de Lorette. »

Lors des élections municipales de 1912, la liste libérale sortante est réélue, battant de plus de 200 voix la liste républicaine.

#### La Première Guerre mondiale
Le monument aux morts de Roudouallec porte les noms de 114 soldats morts pour la France pendant la Première Guerre mondiale : parmi eux, un soldat au moins est mort en Belgique (Hervé Donart à Ypres le 17 décembre 1914) ; deux au moins dans les Balkans dans le cadre de l'expédition de Salonique (André Le Goff, tué à l'ennemi en Serbie le 18 janvier 1918 et François Le Bec mort de maladie à Bucarest (Roumanie) le 20 décembre 1918, donc après l'armistice) ; deux au moins sont morts en captivité en Allemagne (Yves Le Bris et Michel Péron) ; Jean Le Postollec et Jean Morvan, marsouins, sont disparus en mer le 26 février 1916 lors du naufrage du Provence II torpillé au large du cap Matapan, en Méditerranée, par le sous-marin allemand U 35 et Louis Le Borgne le 4 octobre 1916 lors du naufrage du Gallia, torpillé par le même sous-marin U 35 au large de la Sardaigne ; la plupart des autres sont décédés sur le sol français dont Jacques Le Bec et Pierre Péron, décorés de la Médaille militaire et de la Croix de guerre, Louis Cozic et Jean Jamet, décorés de la Croix de guerre et Yves Bleuzen, décoré de la Médaille militaire.

#### L'Entre-deux-guerres
Les familles nombreuses étaient alors fréquentes à Roudouallec : par exemple la famille Kervran, qui a 11 enfants obtient la Médaille d'or de la famille française en 1932, les familles Le Bihan (8 enfants) et Le Dren (9 enfants) la Médaille d'argent et la famille Le Floch (7 enfants) la Médaille de bronze la même année. Autre exemple : la famille Le Goff (8 enfants) avait obtenu la Médaille d'argent en 1929 et 3 familles ayant 7 enfants et une 6 enfants la Médaille de bronze cette année-là. La famille Le Guillou (10 enfants) avait déjà obtenu la Médaille d'or de la famille française en 1925.
Selon un article du journal L'Ouest-Éclair publié en 1928 « à Roudouallec, (...) l'on parle maintenant presque partout l'anglais » en raison de l'importance de l'émigration vers les États-Unis. Certains émigrés, de retour au pays, qui avaient abandonné la nationalité française pour se faire naturaliser américains, demandent à obtenir à nouveau la nationalité française : c'est par exemple le cas de Mathurin Le Bas en 1931 ou encore de Jean-Marie Canaff en 1934.

#### La Seconde Guerre mondiale
Le monument aux morts de Roudouallec porte les noms de 8 personnes mortes pour la France pendant la Seconde Guerre mondiale ; parmi elles, Yves Le Goff, disparu en mer le 31 mai 1940 lors du naufrage du Siroco et Jean Mahé, mort le 26 mars 1945 à Potsdam (Allemagne).

##### La rafle du 14 mai 1944
Le dimanche 14 mai 1944, des troupes allemandes investissent le bourg de Roudouallec et arrêtent 70 à 80 hommes qui se rendaient à la messe du matin, qui sont transportées à Carhaix pour vérification d'identité (plusieurs personnes furent ensuite déportées). Au Trépas, situé en plein centre du bourg, Louis Guiffès, 22 ans, qui est clandestinement sous-lieutenant FTP, tente de s'enfuir en franchissant un talus, mais est abattu d'une balle par un soldat allemand.

#### L'après Seconde Guerre mondiale

##### La Guerre d'Algérie
Pierre Le Guen est mort pour la France le 7 décembre 1959 pendant la Guerre d'Algérie ; il a reçu la Légion d'honneur à titre posthume.

##### Le mandat de maire de Louis Le Bris
Louis Le Bris fut maire entre 1953 et 1980 : « on lui doit la construction d'une école, d'une cantine, du bureau de Poste, du presbytère, de 25 km de chemins ruraux dans le cadre du remembrement, de la création du service d'aide à domicile, l'extension du ramassage des ordures ménagères, le service d'eau au bourg, etc. ».
Plus de 800 habitants de Roudouallec  (alors peuplé de 856 habitants) signèrent une pétition pour garder leur curé, Marcel Le Mouël, muté dans une autre paroisse, dans la décennie 1980.

##### La fermeture du bureau d'Air France
Le bureau d'Air France à Roudouallec, tenu en dernier et pendant 40 ans par Jean Fichen, a fermé en avril 1987 ; ce bureau a contribué au départ de 2 000 à 3 000, peut-être plus, vers le Nouveau monde.

#### La communauté de Lann-Anna
À l'automne 1999, s'est installée la communauté dite de "Lann-Anna" ou Tiegezh Santez Anna ("Famille de sainte Anne" en breton), au village du Moustoir. Il s'agit d'une communauté catholique exclusivement bretonnante.
N'étant pas un ordre monacal mais laïc, la fraternité ne porte pas la bure et la corde mais son habit religieux se distingue par la place qui est faite au costume breton, porté le dimanche et les jours de fêtes d'obligation. La communauté vit principalement de la solidarité catholique et de travaux de recherche et d'enseignement relatifs à la foi catholique en Bretagne et à la langue bretonne.
Elle édite une lettre d'information : Breizh da Jezuz (La Bretagne à Jésus).

## Politique et administration

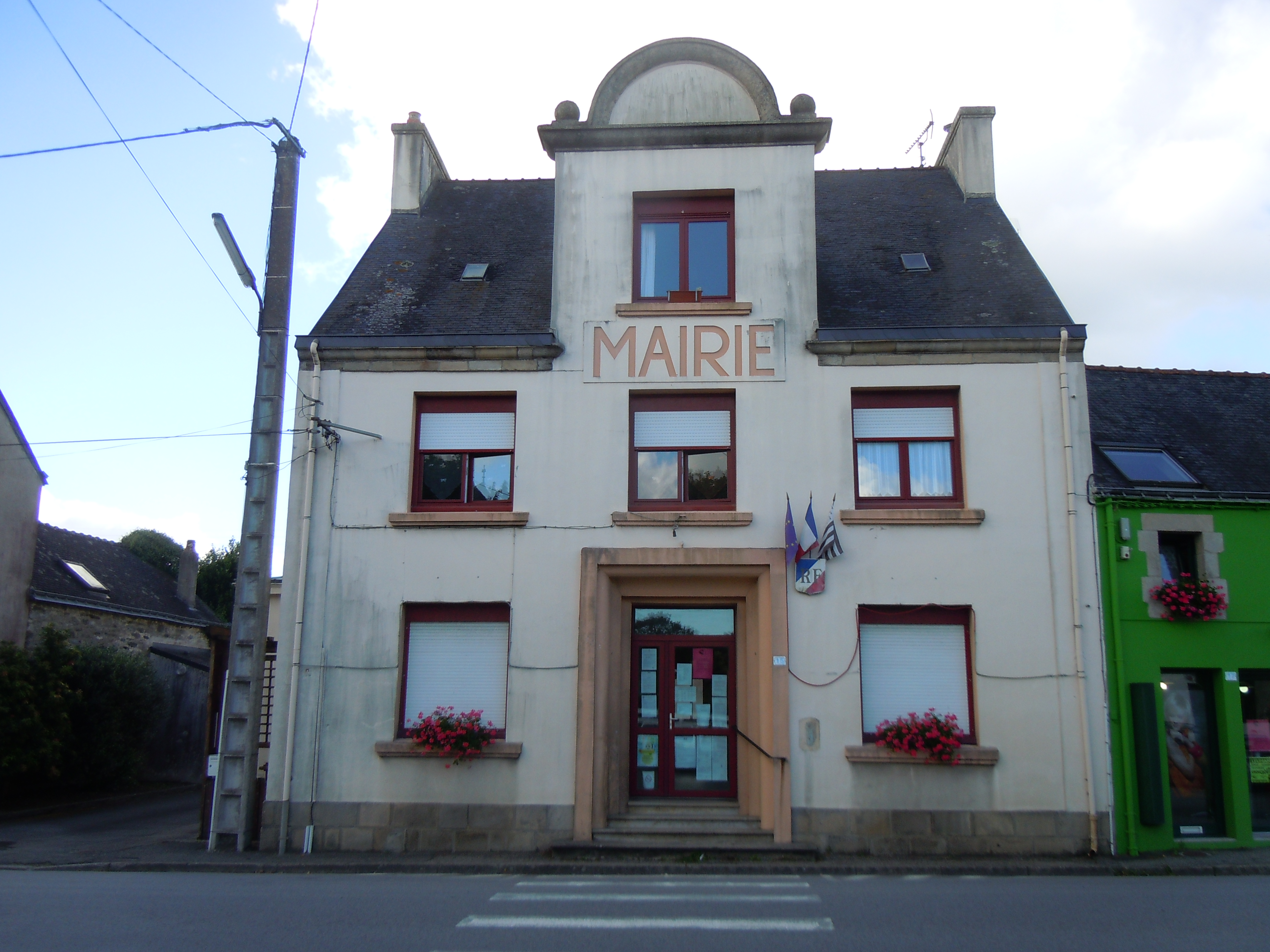
La mairie.

| Période                                  | Période          | Identité            | Étiquette             | Qualité                                                          |
| ---------------------------------------- | ---------------- | ------------------- | --------------------- | ---------------------------------------------------------------- |
|                                          |                  |                     |                       |                                                                  |
| 1855                                     | 1881             | Jean Le Coroller    |                       | Cultivateur.                                                     |
| 1881                                     | 1891             | François Le Dour    |                       |                                                                  |
| 1891                                     | 1892             | Yves Le Roux        |                       |                                                                  |
| 1892                                     | 1896             | Allain Le Dréau     |                       | Cultivateur.                                                     |
| 1896                                     | 1900             | Michel Le Roux      |                       |                                                                  |
| 1900                                     | 1919             | Gabriel Le Goff     |                       | Cultivateur propriétaire.                                        |
| 1920                                     | 1935             | François Grall      |                       |                                                                  |
| 1935                                     | 1953             | Pierre Le Goff      |                       | Entrepreneur en bâtiment.                                        |
| 1953                                     | 1980 (démission) | Louis Le Bris       | SFIO puis PSU puis PS | Directeur de l'école publique de Roudouallec.                    |
| 1980                                     | 1995             | Yves Le Moal        | app.PCF               | Directeur de l'école publique de Roudouallec entre 1976 et 2005. |
| 1995                                     | 2018 (démission) | Louis-Marc Rivoal   | DVD                   | Agriculteur                                                      |
| 2019                                     | 2020             | Jean-Claude Caradec | SE                    | Retraité                                                         |
| 2020                                     | En cours         | Paul Cozic          | SE                    | Retraité                                                         |
| Les données manquantes sont à compléter. |                  |                     |                       |                                                                  |

## Démographie
L'évolution du nombre d'habitants est connue à travers les recensements de la population effectués dans la commune depuis 1793. Pour les communes de moins de 10 000 habitants, une enquête de recensement portant sur toute la population est réalisée tous les cinq ans, les populations de référence des années intermédiaires étant quant à elles estimées par interpolation ou extrapolation. Pour la commune, le premier recensement exhaustif entrant dans le cadre du nouveau dispositif a été réalisé en 2007.

En 2022, la commune comptait 715 habitants, en évolution de −0,56 % par rapport à 2016 (Morbihan : +3,82 %, France hors Mayotte : +2,11 %).
| 1793 | 1800  | 1806 | 1821 | 1831 | 1836  | 1841  | 1846  | 1851  |
| ---- | ----- | ---- | ---- | ---- | ----- | ----- | ----- | ----- |
| 820  | 1 112 | 891  | 822  | 940  | 1 053 | 1 005 | 1 056 | 1 079 |

| 1856  | 1861  | 1866  | 1872  | 1876  | 1881  | 1886  | 1891  | 1896  |
| ----- | ----- | ----- | ----- | ----- | ----- | ----- | ----- | ----- |
| 1 066 | 1 081 | 1 045 | 1 063 | 1 100 | 1 172 | 1 248 | 1 248 | 1 352 |

| 1901  | 1906  | 1911  | 1921  | 1926  | 1931  | 1936  | 1946  | 1954  |
| ----- | ----- | ----- | ----- | ----- | ----- | ----- | ----- | ----- |
| 1 364 | 1 435 | 1 684 | 1 656 | 1 525 | 1 479 | 1 424 | 1 390 | 1 215 |

| 1962  | 1968  | 1975 | 1982 | 1990 | 1999 | 2006 | 2007 | 2012 |
| ----- | ----- | ---- | ---- | ---- | ---- | ---- | ---- | ---- |
| 1 100 | 1 144 | 961  | 856  | 772  | 700  | 704  | 704  | 713  |

| 2017 | 2022 | - | - | - | - | - | - | - |
| ---- | ---- | - | - | - | - | - | - | - |
| 710  | 715  | - | - | - | - | - | - | - |

## Lieux et monuments

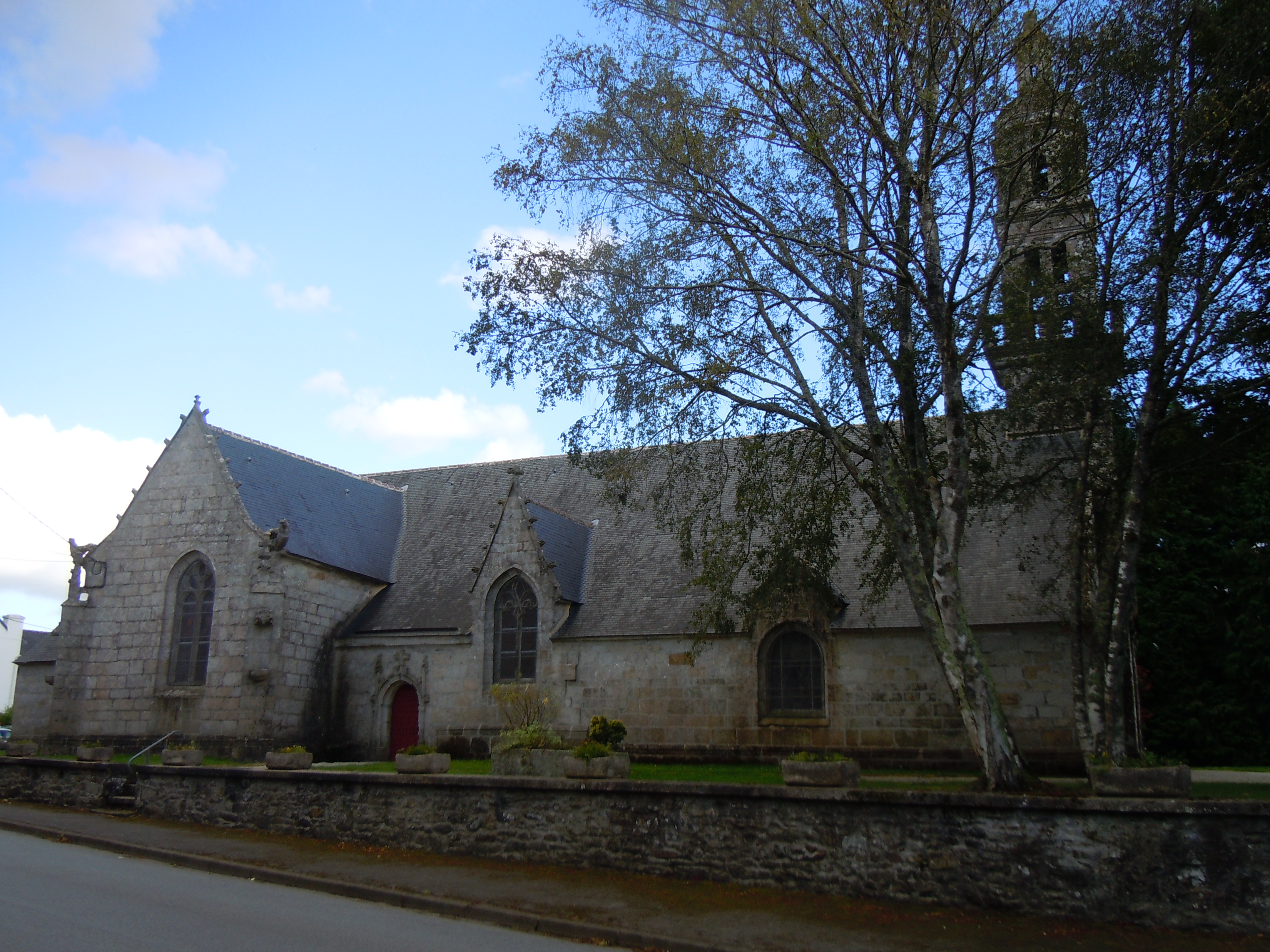
L'église paroissiale.

- Église Notre-Dame-de-Lorette de Roudouallec
- La chapelle Saint-Michel, construite en 1877 au village du Moustoir, et sa fontaine ; la chapelle abrite un maître-autel et deux statues en bois polychrome datant du XVIIe siècle, ainsi qu'une Vierge à l'Enfant du XVe siècle en grès et une représentation de saint Michel terrassant le dragon du XVIe siècle. Son pardon est organisé chaque année au mois de septembre[87].
- La fontaine de dévotion de saint Venec, à Kerhon.

## Personnalités liées à la commune
- Claude Besson, auteur-compositeur-interprète, a vécu à Roudouallec et y est mort en 2019.